# 戸部 (部首)
戸部（こぶ）は、漢字を部首により分類したグループの一つ。
康熙字典214部首では63番目に置かれる（4画の3番目）。

## 概要
「戸」の字は片扉の形に象る。
両扉を「門」といい、片扉を「戸」という。中国古代の住宅では敷地や廟への入口に門が使われ、敷地内の建物や小さな出入り口に戸が使われた。
偏旁の意符としては扉や部屋に関することを示す。
戸部はこのような意符を構成要素とする漢字を分類する。

## 字体のデザイン差
なお戸の印刷字体は康熙字典体・台湾の国字標準字体では「戶」であるが、日本の新字体では「戸」、中国の新字形・香港の常用字字形表では偏となる「所」を除き「户」としている。ただし、日本の表外漢字字体表は康熙字典体に従い、基本的に「扁」や「篇」といったように「戶」が使われている。
| 康熙字典 韓国・台湾 日本（表外字） | 日本（新字体） | 中国・香港 |
| U+6236                             | U+6238         | U+6237     |
| ---------------------------------- | -------------- | ---------- |
| 戶                                 | 戸             | 户         |

日本でも手書き等で「户」と書かれる事もある。また、短い縦棒の下に「尸」がくっつく形で書かれることもある。

## 簡略字体の構成要素としての「戸」
「盧」を構成要素に持つ「爐」の新字体は、「盧」の部分を「戸」に置き換えた「炉」である。
表外字の「盧」を構成要素に持つ漢字もこれに倣い「盧」の部分を「戸」に置き換えた略字が広く使われ、JIS漢字にも多数存在する。この場合字形は「戶」となる事もある。ただし、部首等の付かない単体の「盧」という字は略していない。
例:「蘆」→「芦」、「櫨」→「枦」、「鱸」→「魲」
また、「沪」は、「盧」でなく「慮」を構成要素に持つ「濾」の代わりに使われ、「濾過」の代わりに「沪過」とする表記が教科書などで広く使われている。ただし、この場合略字でなく代用であるという考え方もある。
中国の簡体字では「爐」や「蘆」は（第一画目が横棒か点かの違いはあるが）日本と同じ「盧」→「戸」とするが、「櫨」、「鱸」など「盧」の部分を「戸」でなく「卢」に置換える（「栌」、「鲈」となる）という別の簡略の仕方をするものもあるので注意を要する。また、「護」の簡体字である「护」などでも構成要素としての「戸」が見られる。

## 部首の通称
- 日本語：と、とかんむり、とだれ、とびらのと
- 中国語：户字頭
- 朝鮮語：지게호부（jige ho bu、片扉の戸部）
- 英語：Radical door

## 部首字
戶
- 広韻 - 侯古切、姥韻
- 詩韻 - 麌韻、上声
- 三十六字母 - 匣母
- 日本語 - 音：コ（漢音・呉音） 訓：と
- 中国語 - 拼音: hù 注音: ㄏㄨˋ ウェード式: hu 4
- 朝鮮語 - 訓音：지게（jige、片扉）호(ho)

## 例字
- 戶（戸）・所（所）・房（房）・戾（戻）・扇（扇）・扉（扉）・𢩢